# Aphodius brevis
Aphodius brevis là một loài bọ cánh cứng trong họ Bọ hung (Scarabaeidae).